# Халед Гасмі
Халед Гасмі (араб. خالد القاسمي, фр. Khaled Gasmi, нар. 8 квітня 1953) — туніський футболіст, що грав на позиції півзахисника.
Виступав, зокрема, за «Бізертен», а також національну збірну Тунісу.

## Клубна кар'єра
У дорослому футболі дебютував 1971 року виступами за команду «Бізертен», в якій провів дев'ять сезонів.
1980 року перейшов до клубу «Аріана», за який відіграв 4 сезони. Завершив професійну кар'єру футболіста виступами за команду у 1984 році.

## Виступи за збірну
1972 року дебютував в офіційних матчах у складі національної збірної Тунісу.
У складі збірної був учасником Середземноморських ігор 1975 року в Алжирі, здобувши бронзові нагороди, Кубка африканських націй 1978 року в Гані та чемпіонату світу 1978 року в Аргентині.